# Aceite de fusel
El aceite de fusel también llamado alcohol de fusel está formado por alcoholes de orden superior (es decir, alcoholes con más de dos átomos de carbono), formado por fermentación y presente en sidra, aguamiel, cerveza, vino y bebidas espirituosas. 

## Composición
Los componentes son principalmente:
- 1-propanol
- 2-propanol
- butanol (varios isómeros)
- alcohol amílico
- furfural

## Formación y eliminación
Se forman cuando se produce la fermentación a temperaturas más altas, con pH bajos, y cuando la actividad de la levadura está limitada por el contenido de nitrógeno.
Durante la destilación los alcoholes fusel se concentran al final de la destilación. Tiene una consistencia aceitosa.

## Efectos en la salud
Los estudios demuestran que el alcohol de fusel no tiene efectos graves en la salud (dolor de cabeza, náuseas, etc.).
- Datos: Q751627